# Lackminiaturen aus Cholui

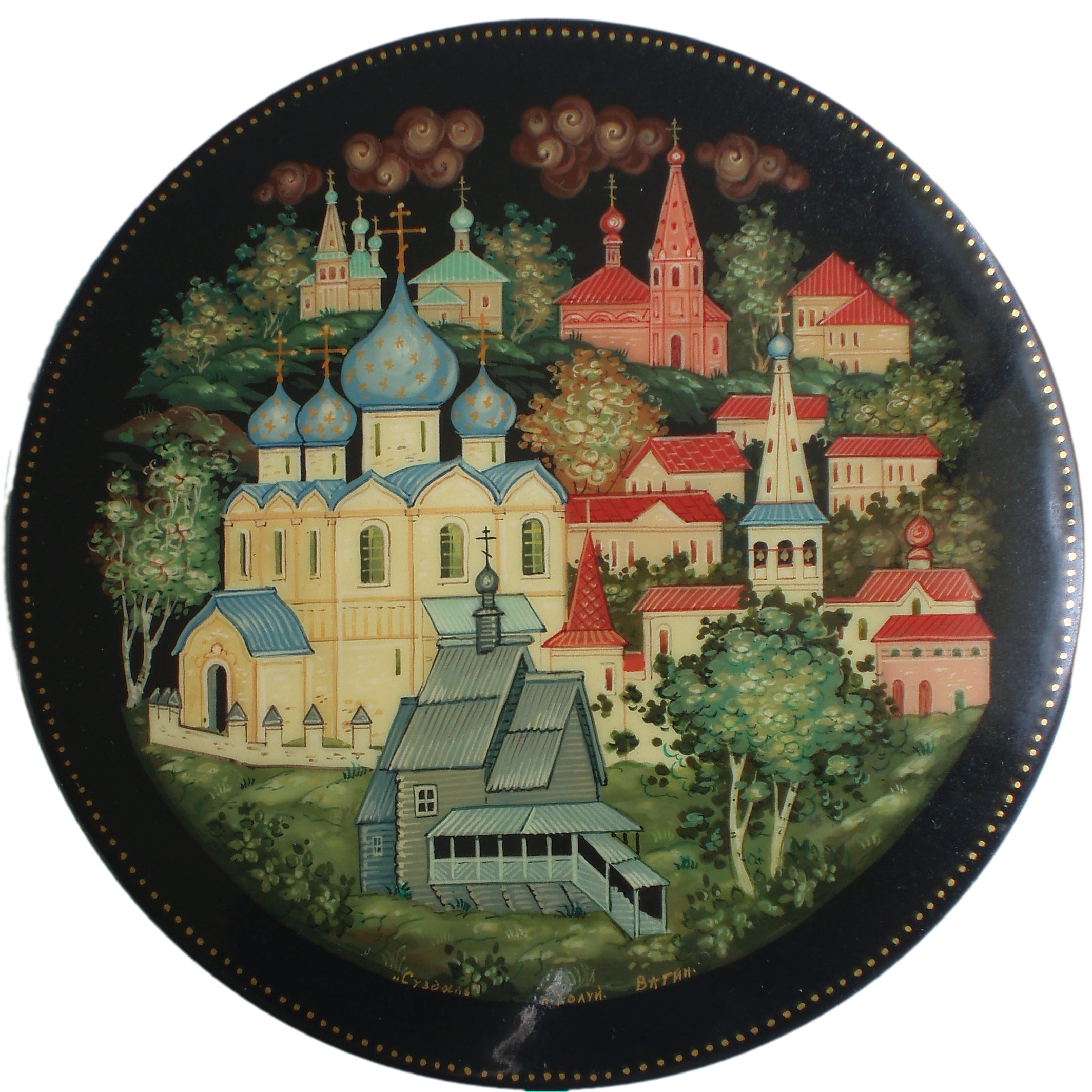
„Susdal“ (Lackminiatur aus Cholui)

Die vier Zentren der russischen Lackminiaturen: Fedoskino (1795), Palech (1924), Mstjora (1932), Cholui (1934)

Die Lackminiaturen aus Cholui (russisch Холуйская миниатюра, transkribiert Choluiskaja miniatjura) sind traditionelle russische Lack-Miniaturmalereien mit Eitemperafarben auf schwarzen Lackschatullen aus Pappmaché.
Benannt sind sie nach dem Dorf Cholui (russ. Холуй) in der Oblast Iwanowo, 250 km nordöstlich von Moskau, 25 km südlich von Palech. Cholui ist eines der vier bedeutenden Zentren der russischen Miniaturmalerei. Die anderen drei Zentren sind in Fedoskino (Lackminiaturen aus Fedoskino), Palech (Lackminiaturen aus Palech) und Mstjora (Lackminiaturen aus Mstjora). Sie liegen nordöstlich von Moskau, im Goldenen Ring von Moskau. In diesen drei ehemaligen Zentren der Ikonenmalerei wurden die Lackminiaturen in Eitempera gemalt, was sie von Fedoskino unterschied.

## Geschichte
Die Ikonenmalschule aus Cholui wurde 1883 gegründet. Diese Schule setzt die Tradition der Ikonenmalerei fort, die dort seit dem 16. Jahrhundert gepflegt wurde. Die Tradition der Ikonenmalerei war neben Cholui auch in Palech und Mstjora verbreitet, die alle drei als Ikonenmalerdörfer bezeichnet wurden. Dort wurden hauptsächlich billige Ikonen für die russischen Bauern hergestellt.
Nach der Oktoberrevolution 1917 wurden die Werkstätten der Ikonenmaler geschlossen. In den 1930er Jahren gründete eine Gruppe ehemaliger Ikonenmaler eine Werkstatt für Lackminiaturen.
Die Künstler S. A. Mokin (С. А. Мокин; * 1891; † 1945), W. Pusanow (В. Пузанов), K. W. Kosterin (К. В. Костерин; * 1899; † 1985), W. D. Pusanow-Molew (В. Д. Пузанов-Молев; * 1892 in Cholui; † 1961; 1909 bis 1912 Studium an der Moskauer Stroganow-Kunstschule) und D. Dobrynin (Д. Добрынин) erlernten 1932 bei den Miniaturmalern von Palech die Kunst der Miniaturmalerei auf Pappmaché. Im Laufe ihrer späteren Arbeit entwickelten sie ihren eigenen Stil: Sujets aus Märchen, der Geschichte oder der Literatur, die vor eine Landschaftskulisse dargestellt wurden.
Die Lackminiaturmalerei in Cholui hat sich erst nach Palech und Mstjora entwickelt, und erst lange nach Fedoskino. A. W. Bakuschinski (А. В. Бакушинский; * 28. April 1883 in Werchni Landech; † 9. Januar 1939 in Moskau) und W. M. Wassilenko (В. М. Василенко), die als bekannte Kunstwissenschaftler den Aufbau und die Entwicklung der Lackminiaturen in Palech und Mstjora erfolgreich gefördert hatten, standen für die Miniaturmaler in Cholui nicht mehr zur Verfügung, da ersterer dem Großen Terror zum Opfer gefallen war und zweiterer ebenfalls Repressionen zu erleiden hatte.
1934 wurde in Cholui ein Artel (Genossenschaft) für Lackmalerei gegründet. Davor war es einige Jahre ein Zweigbetrieb des Artels „Proletarische Kunst“ der Miniaturmaler in Mstjora gewesen. Das Artel war seit 1960 die „Fabrik für Lackminiaturen“ in Holui.
1937 wurde auf der Weltausstellung in Paris ausgestellt, wo sie eine Bronzemedaille erhielten. In den Folgejahren nahmen sie an mehreren Weltausstellungen teil. 1943 wurde eine neue Schule zur Ausbildung der Miniaturmaler in Cholui gegründet. Nach 1945, besonders in den 1960er Jahren wurden die Bildmotive erheblich erweitert.
In den 1960er bis 1980er Jahren hatte die Miniaturmalerei aus Choluoi große Erfolge. Bekannte Namen aus dieser Zeit sind unter anderem N. I. Baburin, W. A. Below, B. W. Tichonrawow, N. N. Denisow und W. A. Krotow.

## Anfertigung

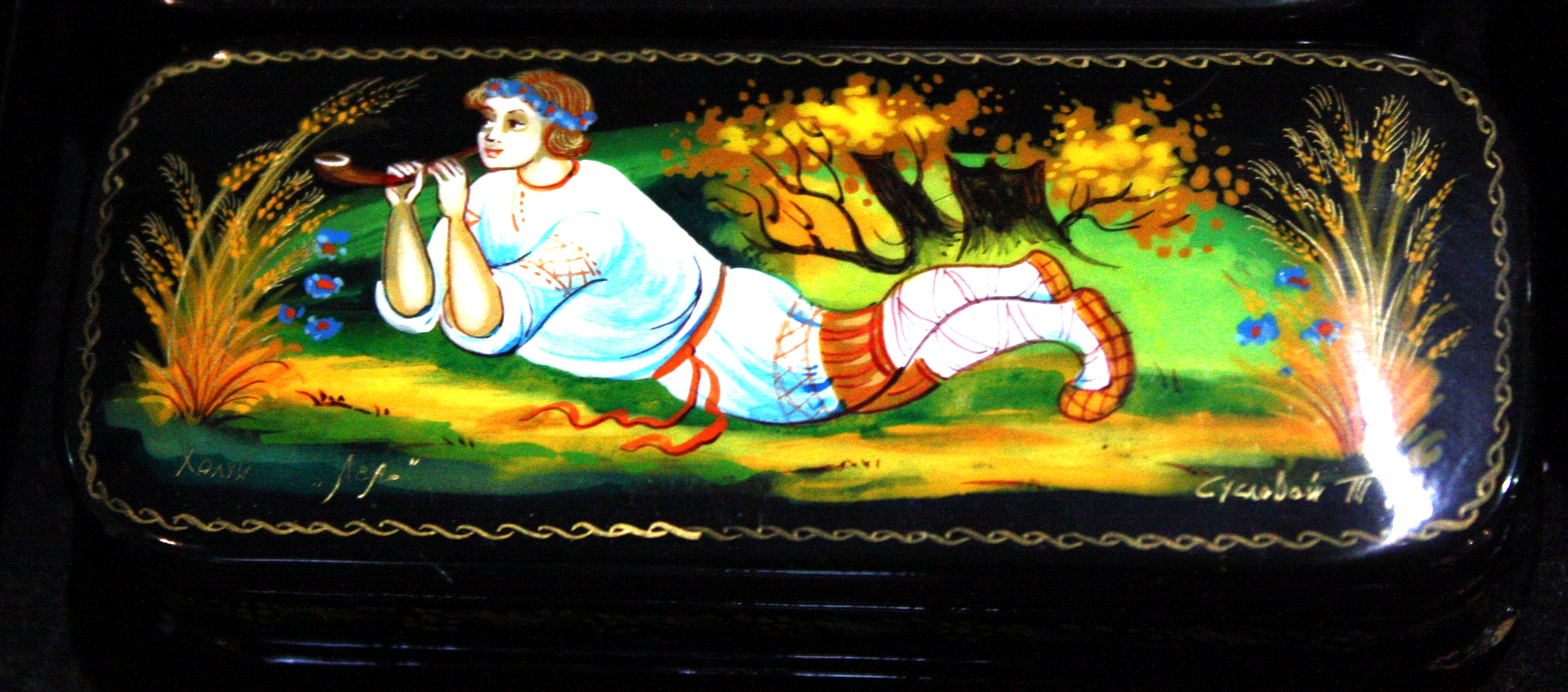
Lackdose aus Cholui

Die Technik der Herstellung der Pappmaché-Schatullen wurde von den Miniaturmalern aus Fedoskino übernommen.
Die Schatulle aus Pappmaché wird durch das Pressen von vielen Lagen Karton hergestellt, die mit Leinöl getränkt werden und bis zur Aushärtung des Leinöls in Öfen getrocknet werden. Danach wird die Schatulle mit einem Gemisch aus Leinöl, Ruß und Ton grundiert. Erst danach erfolgt die eigentliche Miniaturmalerei mittels feinst Pinsel aus Eichhörnchenhaar (Fehhaar). Die Farben werden nach alter Tradition gefertigt. Dazu wird das mineralische Farbpulver mit Eigelb, Wasser und Essig vermischt. Die Ornamente werden aus Blattgold gefertigt – unter Zusatz von Kirschbaum-Harz. Abschließend wird das Miniaturbild mit mehreren Lackschichten überzogen. Die Endpolitur wird mit Hilfe eines Wolfszahns durchgeführt, da dieser eine besonders glatte Oberfläche hat.

## Besonderheiten
Im Gegensatz zu Fedoskino, Palech und Mstjora begann die Lackmalerei in Cholui nicht auf Pappmaché-Schatullen, sondern auf präpariertem Kartonpapier, da A. W. Bakuschinski das zur Einsparung von Materialkosten empfohlen hatte. Da nicht auf Gegenständen gemalt wurde, bestand auch nicht die Aufgabe diese mit Dekors zu verzieren. So entwickelte sich der Malstil in Cholui mehr in Richtung der Tafelbildmalerei. Später ging man jedoch auch in Cholui dazu über, statt auf Kartonpapier, auf Gegenständen aus Pappmaché, meist Schatullen, mit Temperafarben zu malen, behielt aber den anfänglich gewählten Malstil größtenteils bei. Typische Motive dieser Anfangsperiode waren: Rusálka, Rosensträucher oder Kaufleute.
Die Ikonenmaler von Cholui verwendeten größere Anteile von grünen Farbtöne, im Gegensatz zu den Lackminiaturen aus Palech, wo traditionell mehr rote Farbtöne verwendet wurden. Eine Besonderheit ihrer Malerei wurde die Verwendung von blau-grünen und braun-orangen Farbtönen.
Themen dieser Lackminiaturen waren Märchen (z. B. Schneewittchen, Snegurotschka) und Stadtansichten. Lackminiaturen aus Cholui waren im Vergleich zu Fedoskino, Palech und Mstjora scheinbar weniger an die Traditionen gebunden. Die Sujets sind meist aus Geschichte, Folklore und Literatur entnommen.
In Cholui entsteht eine besondere Form der Verknüpfung von Architektur- und Landschaftsmalerei, deren Vertreter N. N. Desnisow (Н. Н. Денисов; * 1929), B. I. Kiseljow (Б. И. Киселёв; * 1928), W. N. Sedow (В. Н. Седов; * 1952) und W. Teplow (В. Теплов; * 1955) waren.
Typisch für die Lackminiaturen aus Cholui sind weiträumige Szenerien, dünne Figuren, fast so wie auf den Lackminiaturen aus Palech, jedoch etwas kräftiger und wesentlich feiner und zarter gezeichnet.
Sehr oft sind Figuren, Häuser und Bäume auf schwarzen Hintergrund gezeichnet, wie bei den Lackminiaturen aus Palech, jedoch picturesquer und idyllischer.

## Gegenwart
Die Staatsfabrik „Künstlerische Fabrik für Lackminiaturen“ wurde im April 1992 privatisiert und befindet sich seitdem im Besitz der Arbeiter dieser Fabrik. Heute hat die Fabrik ca. 200 Angestellte.
Ein großer Teil der Produktion wird nach Großbritannien, in die USA, nach Italien, Spanien und Kanada exportiert. Die Lackmalerei erfolgt hauptsächlich auf Schatullen, aber auch auf Tafeln, Broschen, Fingerhüten und anderen Alltagsgegenständen. Neben Lackminiaturen werden heute in Cholui auch wieder Ikonen und Porträts angefertigt.
Größere Sammlungen der Lackminiaturen aus Cholui sind unter anderem im Russischen Museum in St. Petersburg und im Museum für Russische Dekorative, Angewandte und Volkskunst in Moskau ausgestellt.